# Stora Hålsjön (Råda socken, Västergötland)
Stora Hålsjön är en sjö i Härryda kommun i Västergötland och ingår i Göta älvs huvudavrinningsområde. Sjön är 13,5 meter djup, har en yta på 0,152 kvadratkilometer och befinner sig 111,8 meter över havet.

## Delavrinningsområde
Stora Hålsjön ingår i det delavrinningsområde (640051-128039) som SMHI kallar för Inloppet i Rådasjön. Medelhöjden är 104 meter över havet och ytan är 8,4 kvadratkilometer. Räknas de 16 avrinningsområdena uppströms in blir den ackumulerade arean 184,28 kvadratkilometer. Gullbergsån (Mölndalsån) som avvattnar avrinningsområdet har biflödesordning 3, vilket innebär att vattnet flödar genom totalt 3 vattendrag innan det når havet efter 22 kilometer. Avrinningsområdet består mestadels av skog (53 %). Avrinningsområdet har 0,23 kvadratkilometer vattenytor vilket ger det en sjöprocent på 2,7 %. Bebyggelsen i området täcker en yta av 2,96 kvadratkilometer eller 35 % av avrinningsområdet.